# Der grüne Strahl

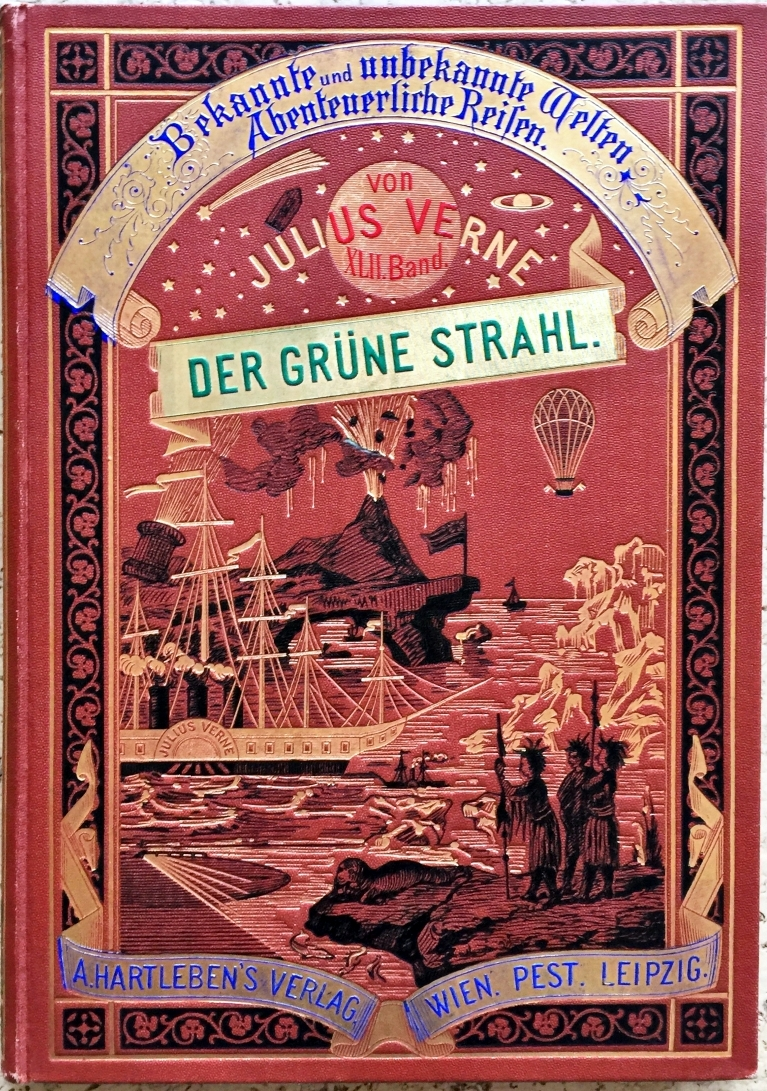
Der grüne Strahl, sogenannte „Prachtausgabe“ des Hartleben-Verlages aus dem Jahre 1887.

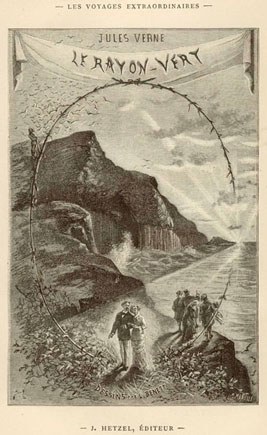
Titelseite der französischen Originalausgabe mit einer Illustration des Zeichners Léon Benett

Der grüne Strahl (auch Das grüne Leuchten, Der grüne Blitz) ist ein Roman des französischen Autors Jules Verne. Der Roman wurde erstmals 1882 von dem Verleger Pierre-Jules Hetzel unter dem französischen Titel Le Rayon-vert veröffentlicht. Die erste deutschsprachige Ausgabe erschien 1885 unter dem Titel Der grüne Strahl.

## Handlung
Der grüne Strahl ist ein reiner Liebesroman. Erzählt wird die Geschichte der jungen Helena Campbell, die von ihren beiden Onkeln Sib Melvill und Sam Melvill erzogen wird. Als sie von diesen verheiratet werden soll, erklärt sie, sie werde nicht heiraten, ehe sie den grünen Strahl gesehen habe: den letzten Funken grünen Lichts beim Sonnenuntergang, der nur sehr selten an klaren Tagen am Meer beobachtet werden kann. Einer alten Legende zufolge kann sich derjenige, der das grüne Licht gesehen hat, in Liebesdingen nicht irren.
Also brechen die Onkel Sib und Sam mit ihrer Nichte und dem von ihnen ausgewählten Ehekandidaten, dem pragmatischen, unromantischen Aristoblus Ursiclos auf, um das grüne Leuchten zu suchen. Aber so weit sie auch fahren, stets kommt etwas dazwischen, einmal ziehen Wolken auf, ein anderes Mal fährt im letzten Moment ein Segelschiff vor der Sonne vorbei. Auf der Reise schließt sich ihnen der junge Olivier Sinclair an. Schließlich hat die Reisegesellschaft auf den Hebriden Glück, doch während der Rest der Gruppe den grünen Strahl bewundert, hat Helena nur Augen für Olivier.

## Wertung
Der Roman, der in Schottland spielt, kommt vollkommen ohne utopische Elemente aus. Die Nebenfiguren Sib Melvill und Sam Melvill sowie der Gelehrte Aristoblus Ursiclos sind für Jules Verne typische Exzentriker. Ansonsten ist das Werk eher untypisch für Jules Verne.

## Verfilmung
Der Film Das grüne Leuchten des französischen Regisseurs Éric Rohmer aus dem Jahr 1987 nimmt auf den Roman Bezug.

## Hintergrund
Der physikalische Hintergrund ist der tatsächlich manchmal bei Sonnenauf- oder -untergang auf hoher See auftretende grüne Blitz.

## Bibliografie (Auswahl)
- Jules Verne: Der grüne Blitz (Übersetzung: Cornelia Hasting). Hamburg: Mare, 2013, ISBN 978-3-86648-180-0
- Jules Verne: Der grüne Blitz (Übersetzung: Cornelia Hasting). Köln: DuMont, 2018, ISBN 978-3-8321-6444-7